# Giuseppe Turco
Giuseppe “Peppino” Turco (Napoli, 7 marzo 1846 – Napoli, 14 ottobre 1903) è stato un paroliere e giornalista italiano.

## Biografia
Iniziò la carriera giornalistica collaborando con il giornale satirico romano Capitan Fracassa, e con vari periodici napoletani. Raggiunse tuttavia la notorietà come poeta e paroliere.

Insieme a Luigi Denza scrisse nel 1880 Funiculì funiculà.
La canzone vendette un milione di copie e per molti rappresenta la nascita della canzone napoletana moderna.

## Carriera
Da paroliere:
- ‘O telefono
- Uocchie nire
- Taranti, tarantella
- Capille nire
- Vocca ‘e rosa